# リュシュテュ・エルデルフン
ムスタファ・リュシュテュ・エルデルフン（Mustafa Rüştü Erdelhun, 1894年‐1983年11月9日）は、トルコの軍人。第10代参謀総長を務めるが、1960年に青年将校によるクーデターで失脚した。

## 経歴
エディルネ生まれ。1914年に砲兵として陸軍士官学校に入学。第一次世界大戦では中隊長を務める。1921年に独立戦争に参加。1923年‐1926年、陸軍大学で学び、参謀将校となる。1945年までさまざまな部隊で勤務したほか、東京、ローマ、ロンドン駐在の各トルコ大使館で駐在武官を務めた。
1945年に准将、1947年に少将、1952年に中将、1956年に大将に昇進。准将として第15旅団司令官及び参謀本部教育副長、少将として参謀本部教育局長、第6・第51師団長、国防省イスタンブール監査委員、中将として駐日公使、第18軍団司令官、参謀本部次長を歴任。大将として第2軍司令官を務めたのち、1958年8月から陸軍総司令官、同月第10代参謀総長に就任。
アドナン・メンデレス政権への不満が高まる世情の中、軍部の青年将校はその批判の矛先を軍の上層部にも向けた。1960年5月27日、青年将校たちはクーデターを起こし、メンデレス首相らと共にエルデルフン参謀総長も逮捕した。政府首脳らと共にヤッスアダ監獄に収監されたが、政権を掌握したジェマル・ギュルセル大統領により恩赦された。